# Futbol a Djibouti
El futbol és l'esport més popular a Djibouti. És dirigit per la Federació Djiboutiana de Futbol. Esdevingué membre de la FIFA l'any 1994.

## Competicions

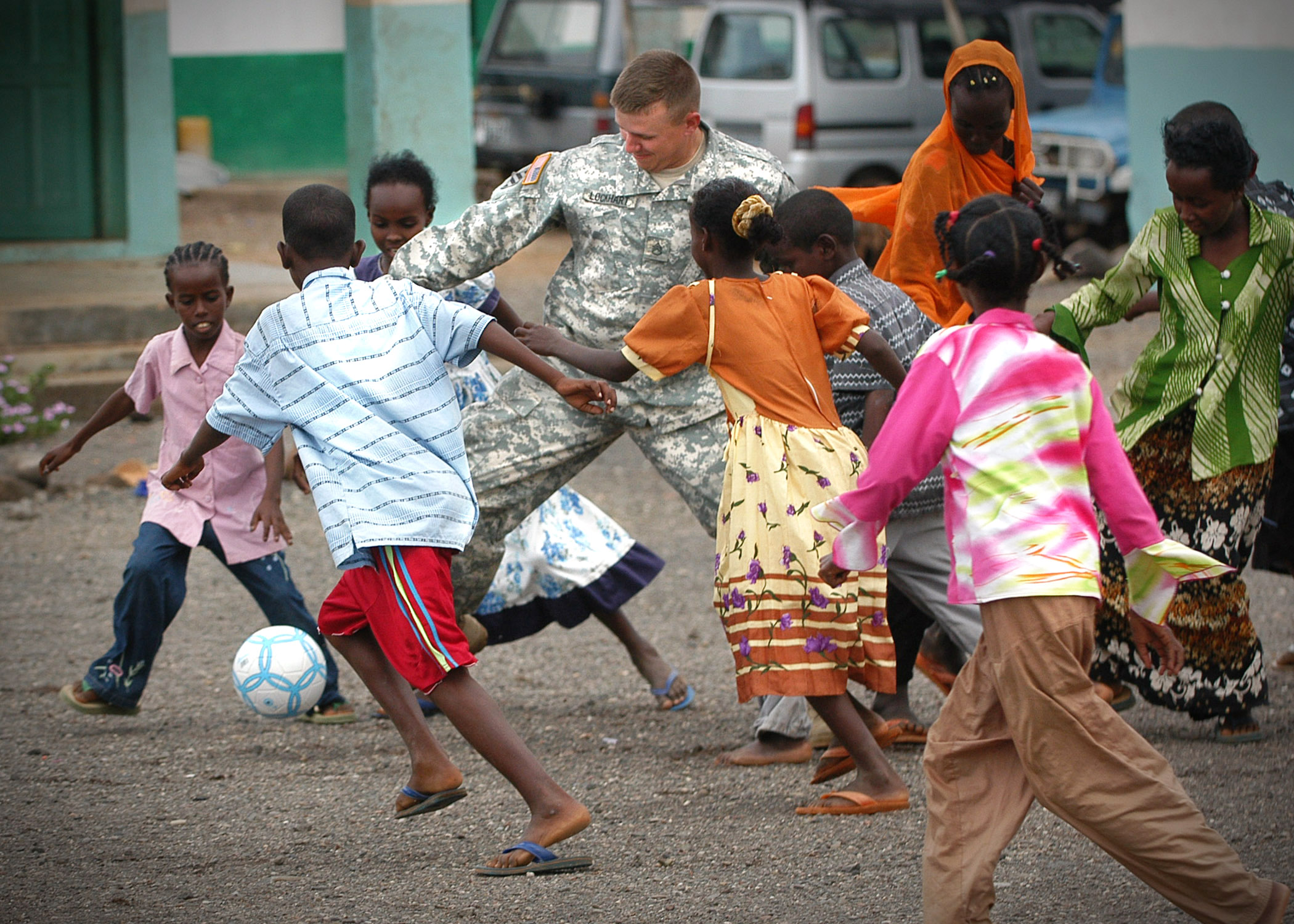
Futbol al carrer amb les tropes americanes.

- Lligues:
  - Division 1
  - Division 2
  - Division 3
- Copes:
  - Copa djiboutiana de futbol
  - Supercopa djiboutiana de futbol

## Principals clubs
Clubs amb més títols nacionals a 2019.
- Association Sportive du Port
- AS Arta (Solar7/CDE/Chemin de Fer)
- Force Nationale de Police
- AS Ali Sabieh Djibouti Télécom
- CF Garde Républicaine/SID
- CF Gendarmerie Nationale
- FC Balbala
- FC Société Immobilière de Kartileh

## Principals estadis

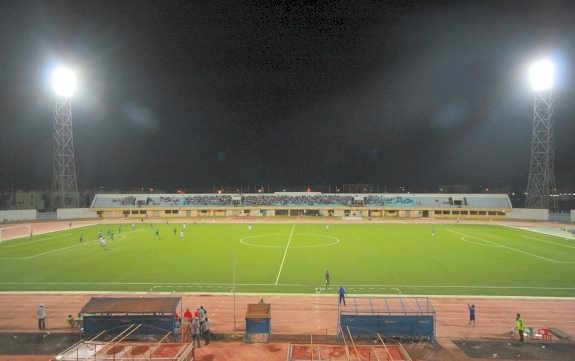
Estadi El Hadj Hassan Gouled.

| # | Estadi                               | Capacitat | Ciutat   |
| - | ------------------------------------ | --------- | -------- |
| 1 | Estadi El Hadj Hassan Gouled Aptidon | 10.000    | Djibouti |